# العلاقات العراقية الفانواتية
العلاقات العراقية الفانواتية هي العلاقات الثنائية التي تجمع بين العراق وفانواتو.

## مقارنة بين البلدين
هذه مقارنة عامة ومرجعية للدولتين:
| وجه المقارنة                                              | العراق                       | فانواتو                                  |
| --------------------------------------------------------- | ---------------------------- | ---------------------------------------- |
| المساحة (كم2)                                             | 437.07 ألف                   | 12.19 ألف                                |
| عدد السكان (نسمة)                                         | 38.27 مليون                  | 276.24 ألف                               |
| الكثافة السكانية (ن./كم²)                                 | 87.56                        | 22.66                                    |
| العاصمة                                                   | بغداد                        | بورت فيلا                                |
| اللغة الرسمية                                             | اللغة العربية، اللغة الكردية | اللغة البسلاما، لغة فرنسية، لغة إنجليزية |
| العملة                                                    | دينار عراقي                  | فاتو فانواتي                             |
| الناتج المحلي الإجمالي (بليون دولار)                      | 197.72 مليار                 | 862.88 مليون                             |
| الناتج المحلي الإجمالي (تعادل القوة الشرائية) بليون دولار | 560.73 مليار                 | 790.76 مليون                             |
| الناتج المحلي الإجمالي الاسمي للفرد دولار أمريكي          | 4.94 ألف                     | 2.81 ألف                                 |
| الناتج المحلي الإجمالي للفرد دولار أمريكي                 | 15.06 ألف                    | 3.03 ألف                                 |
| مؤشر التنمية البشرية                                      | 0.654                        | 0.594                                    |
| رمز المكالمات الدولي                                      | +964                         | +678                                     |
| رمز الإنترنت                                              | .iq                          | .vu                                      |
| المنطقة الزمنية                                           | ت ع م+03:00، ت ع م+04:00     | ت ع م+11:00                              |

## منظمات دولية مشتركة
يشترك البلدان في عضوية مجموعة من المنظمات الدولية، منها:
| علم المنظمة | اسم المنظمة                        | تاريخ انضمام العراق | تاريخ انضمام فانواتو |
| ----------- | ---------------------------------- | ------------------- | -------------------- |
|             | يونسكو                             | 21 أكتوبر 1948      | 10 فبراير 1994       |
|             | مؤسسة التمويل الدولية              | 27 ديسمبر 1956      | 28 سبتمبر 1981       |
|             | منظمة حظر الأسلحة الكيميائية       | ?                   | ?                    |
|             | مؤسسة التنمية الدولية              | 29 ديسمبر 1960      | 28 سبتمبر 1981       |
|             | وكالة ضمان الاستثمار متعدد الأطراف | 6 أكتوبر 2008       | 27 يوليو 1988        |
|             | الاتحاد البريدي العالمي            | ?                   | ?                    |
|             | الاتحاد الدولي للاتصالات           | 12 نوفمبر 1928      | 30 مارس 1988         |
|             | الأمم المتحدة                      | 21 ديسمبر 1945      | 15 سبتمبر 1981       |
|             | البنك الدولي للإنشاء والتعمير      | 27 ديسمبر 1945      | 28 سبتمبر 1981       |

## وصلات خارجية
- موقع وزارة الخارجية العراقية